# Sant Salvador de Vallformosa
Sant Salvador de Vallformosa és una església de Rajadell (Bages) inclosa a l'Inventari del Patrimoni Arquitectònic de Catalunya.

## Descripció
Església situada als afores del nucli de la vila. Es tracta d'una església historicista de caràcter gòtic, de la qual destaca una portalada lateral. Aquesta presenta un arc de mig punt adovellat que alterna el color blanc i el rosa, i dues columnes a banda i banda que també juguen amb aquests colors.Tot el conjunt està en mal estat.